# هوندا چیکاآتسو
هوندا چیکاآتسو ((به ژاپنی: 本田親徳 Honda Chikaatsu); ۴ فوریهٔ ۱۸۲۲ – ۹ آوریل ۱۸۸۹) نویسنده در مورد شینتو اهل ژاپن بود.